# Vlastiboř, Jablonec nad Nisou
Vlastiboř là một làng thuộc huyện Jablonec nad Nisou, vùng Liberecký, Cộng hòa Séc.